# Chất bảo quản

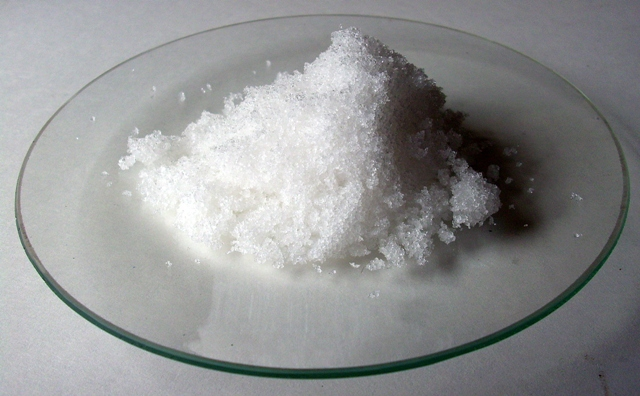
Chất bảo quản

Chất bảo quản là các hóa chất tự nhiên hay tổng hợp được thêm vào sản phẩm như thực phẩm, dược phẩm, sơn, các mẫu phẩm sinh học v.v để ngăn ngừa hoặc làm chậm lại sự thối rữa, hư hỏng gây ra bởi sự phát triển của các vi sinh vật hay do các thay đổi không mong muốn về mặt hóa học. Chúng có thể sử dụng như là một hóa chất duy nhất mà cũng có thể trong tổ hợp với nhiều loại hóa chất có các tác dụng khác.

## Gỗ
Các chất bảo quản cũng có thể thêm vào gỗ để ngăn chặn sự phát triển của các loài nấm mốc cũng như để ngăn ngừa côn trùng và mối. Thông thường đồng, các borat và các hóa chất gốc dầu mỏ hay được sửdụng. Để có thêm thông tin về các chất bảo quản gỗ, xem thêm các bài xử lý gỗ, gỗ xẻ và creosot.

## Thực phẩm
Các phụ gia thực phẩm có tính chất bảo quản thông thường được sử dụng một mình hoặc gắn liền với các phương pháp bảo quản thực phẩm khác. Đôi khi người ta còn phân biệt giữa các biện pháp bảo quản kháng khuẩn với chống oxy hóa, trong đó bảo quản kháng khuẩn hoạt động trên nguyên tắc ngăn chặn sự phát triển của các loại vi khuẩn, nấm mốc và côn trùng, còn bảo quản chống oxy hóa hoạt động trên nguyên tắc ngăn chặn quá trình oxy hóa các thành phần trong thực phẩm. Các chất kháng khuẩn thông dụng trong chế biến thực phẩm là nitrat natri, nitrit natri, các muối sulfit, (dioxide lưu huỳnh, bisulfat natri, sulfat hiđrô kali v.v) và EDTA đinatri (axít êtylenđiamintêtraaxêtic). Các chất chống oxy hóa bao gồm BHA (2-tert-butyl-4-hiđrôxyanisol hay 3-tert-butyl-4-hiđrôxyanisol) và BHT (2,6-đi-tert-butyl-4-mêtylphenol). Các chất bảo quản khác còn bao gồm cả fomalđêhít (thông thường trong dung dịch và chủ yếu để bảo quản các mẫu sinh học), glutaralđêhít, điatômit (giết côn trùng), êtanol và mêtylcloroisothiazôlinon. Lợi ích và độ an toàn của nhiều phụ gia thực phẩm nhân tạo, trong đó có cả chất bảo quản là chủ đề gây tranh cãi giữa các viện khoa học chuyên môn hóa về khoa học thực phẩm và độc tính học.
Một số phương pháp bảo quản thực phẩm sử dụng muối ăn, đường hay dấm. Các loại hóa chất này được coi là thực phẩm nhiều hơn là phụ gia thực phẩm.
Tại châu Âu, tất cả các phụ gia thực phẩm đều có ký hiệu bằng "số E" (xem thêm Danh sách các phụ gia thực phẩm). Các chất bảo quản và điều chỉnh độ chua thì có các ký hiệu từ E200–E299.

### Chất bảo quản và sức khỏe
Do không phải phụ gia thực phẩm nào có mã số E cũng được các quốc gia cho phép sử dụng. Vì thế các chất bảo quản được chia ra thành 3 nhóm như sau: 
Nhóm bị cấm
Có độ độc hại cao, ví dụ: E103 (Chrysoin resorcinol hay p-(2,4-đihiđrôxy phênylazo) benzen sulfonat natri) bị cấm tại nhiều quốc gia– nó là phẩm màu và chất bảo quản dùng cho sơn màu, nhưng không cho thực phẩm.
Nhóm được cho phép
Ví dụ: E104 (Vàng quinolin)– phẩm thông dụng màu vàng cho đồ uống.
Nhóm thực phẩm
Có độ độc hại thấp đối với sức khỏe.